# La Trinidad, Comayagua
La Trinidad är en ort i Honduras.   Den ligger i departementet Departamento de Comayagua, i den västra delen av landet, 90 km nordväst om huvudstaden Tegucigalpa. La Trinidad ligger 548 meter över havet och antalet invånare är 880.
Terrängen runt La Trinidad är kuperad. Runt La Trinidad är det ganska tätbefolkat, med 58 invånare per kvadratkilometer. Närmaste större samhälle är La Libertad, 6,5 km nordost om La Trinidad.  